# 格拉茨風暴體育會 (女子隊)
格拉茨風暴體育會（Sportklub Sturm Graz）是一家奧地利的女子足球球會，位於格拉茨，成立於1909年，但當中的女子部在2011年才成立。 球隊目前在奧地利女子頂級聯賽的奧地利女子甲組足球聯賽中作賽。

## 球隊榮譽
- 奧地利女子甲組足球聯賽
  - 亞軍 (5): 2015–16, 2016–17, 2018–19, 2021–22, 2022–23